# 加姆斯費爾德山
47°37′23.57″N 13°28′49.62″E / 47.6232139°N 13.4804500°E

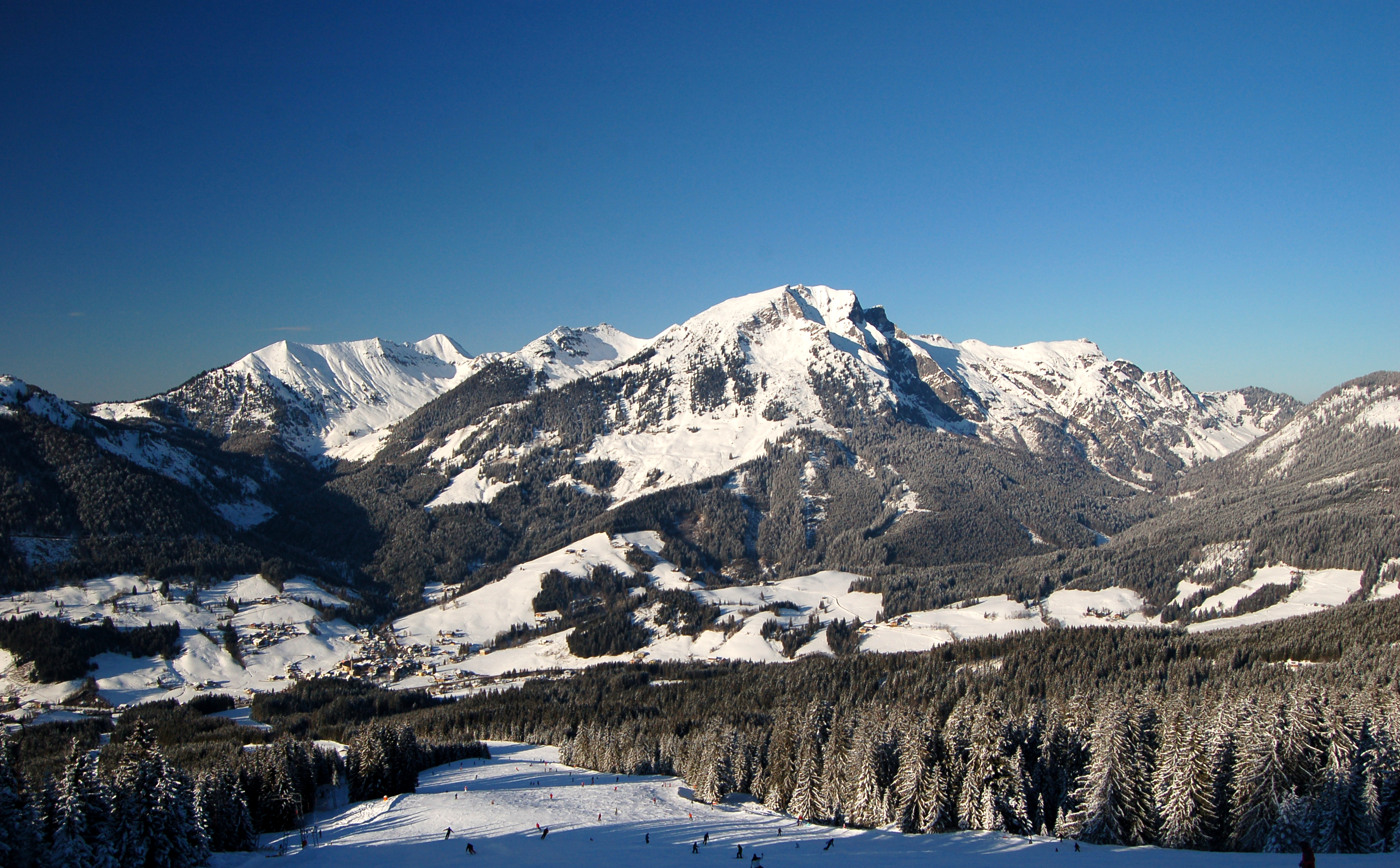

加姆斯費爾德山（德語：Gamsfeld），是奧地利的山峰，位於該國中部，由薩爾茨堡州負責管轄，屬於薩爾茲卡默古特山脈的一部分，海拔高度2,027米，每年平均降雨量1,801毫米。